# لينا جاك سباستيان
لينا جاك سباستيان (بالفرنسية: Lina Jacques-Sébastien)‏ هي عداءة مسافات قصيرة فرنسية ولدت في يوم 10 أبريل 1985 في مدينة كريتيل في فرنسا، تخصصت في سباقات ال100 و200 متر، أبرز إنجازاتها هو فوزها بالميدالية الفضية في بطولة أوروبا لألعاب القوى 2010 في باريس في سباق 4×100 متر مع الفريق الفرنسي.

## روابط خارجية
- لينا جاك سباستيان على موقع الاتحاد الدولي لألعاب القوى (الإنجليزية)
- لينا جاك سباستيان على موقع الاتحاد الفرنسي لألعاب القوى (الفرنسية)
- لينا جاك سباستيان على موقع الدوري الماسي (الإنجليزية)
- لينا جاك سباستيان على موقع اللجنة الأولمبية الدولية (الإنجليزية)
- لينا جاك سباستيان على موقع أوليمبيديا (الإنجليزية)
- لينا جاك سباستيان على موقع اللجنة الأولمبية الفرنسية (مؤرشف) (الفرنسية)